# Задорожний Вячеслав Казимирович
Вячесла́в Казими́рович Задоро́жний (* 6 березня 1955 р.; м. Новокузнецьк Кемеровська область, Росія) — український політик, народний депутат України VII скликання від Партії регіонів.

## Освіта
Вячеслав Задорожний закінчив Криворізький коксохімічний технікум.
У 1982 р. закінчив Дніпропетровський металургійний інститут, спеціальність — механічне устаткування заводів чорної металургії, кваліфікація — інженер-механік.
У 1997 р. закінчує спільний факультет Міжрегіональної академії управління персоналом і КПК керівних кадрів освіти, за фахом — управління персоналом, отримавши кваліфікацію магістр з управління трудовими ресурсами.

## Кар'єра
На парламентських виборах 2012 р. був обраний народним депутатом України від Партії регіонів по одномандатному мажоритарному виборчому округу № 33. За результатами голосування здобув перемогу, набравши 45,82 % голосів виборців.
Член Комітету Верховної Ради з питань бюджету.